# Cacoxenus olgae
Cacoxenus olgae är en tvåvingeart som beskrevs av Gornostaev 1995. Cacoxenus olgae ingår i släktet Cacoxenus och familjen daggflugor.
Artens utbredningsområde är Turkmenistan. Inga underarter finns listade i Catalogue of Life.